# Leptosciarella truncatula
Leptosciarella truncatula är en tvåvingeart som beskrevs av Werner Mohrig och Menzel 1997. Leptosciarella truncatula ingår i släktet Leptosciarella och familjen sorgmyggor. Inga underarter finns listade i Catalogue of Life.